# Ustronie (powiat lwówecki)
Ustronie (pol. hist. Sobocin; niem. Seitendorf, niem. hist. Sibottindorf) – wieś w Polsce, położona w województwie dolnośląskim, w powiecie lwóweckim, w gminie Lwówek Śląski, na Pogórzu Kaczawskim w Sudetach.
W latach 1975–1998 wieś należała administracyjnie do województwa jeleniogórskiego.

## Historia
Pierwsze wzmianki o miejscowości w źródłach historycznych datowane są na rok 1305. Na przestrzeni dziejów wieś wielokrotnie zmieniała właścicieli, poczynając od rodu Kopacz (Kopitsch), później, od 1585 trafiając do majątku von Lest, by w pierwszej połowie XVIII wieku stać się własnością hrabiego von Reder.
W 1780, na zachód od Ustronia, założono Kolonię Górniki (niem. Zechenhäuser), w której powstała kopalnia węgla i złota, z której pozyskiwano 0,2 grama czystego złota z tony urobku. Tradycje górnicze związane z poszukiwaniem złota w okolicy sięgają jednak początku XIV stulecia.
W XIX wieku wieś miała charakter rolniczy i rzemieślniczy. Mieszkało wówczas tutaj aż 190 osób związanych z tkactwem i zajmujących się przędzeniem.
Przez wieś przebiega Droga Gwarków do Zbylutowa, która upamiętnia dawnych poszukiwaczy złota na tych terenach.
Na zachód od Górników, na terenach należących do wsi Gaszów, w miejscu XIX w. wyrobiska gliny, należącego niegdyś do cegielni Emila Wielanda, znajduje się od lat 90. XX w. arboretum Nadleśnictwa Lwówek Śląski „Uroczysko-Piekiełko” – niewielki park przy jeziorze z wyspą.

## Integralne części wsi
| SIMC    | Nazwa   | Rodzaj    |
| ------- | ------- | --------- |
| 0245084 | Górniki | część wsi |

## Zabytki
- Zamek w Ustroniu

## Demografia
Liczba ludności w latach 1786–2011.